# Elvin Bishop
Elvin Richard Bishop (Glendale, 21 ottobre 1942) è un cantante e chitarrista statunitense.

## Biografia
Bishop è nato in California, ma è cresciuto prima in Iowa e poi, dall'età di dieci anni, in Oklahoma. Nei primi anni '60 si è trasferito a Chicago, dove ha incontrato l'armonicista Paul Butterfield, con cui ha collaborato per alcuni anni come membro della sua Blues Band.
Nel 1968 ha fondato un proprio gruppo, debuttando l'anno seguente con The Elvin Bishop Group.
Nel marzo 1971 The Elvin Bishop Group e The Allman Brothers Band tengono alcuni concerti insieme al Fillmore East. Negli anni successivi Bishop collabora anche con John Lee Hooker, Bo Diddley, B.B. King e altri.
Nel 1976 riscuote successo con il singolo Fooled Around and Fell in Love, al quale collaborano Mickey Thomas e Donny Baldwin (entrambi in seguito nei Jefferson Starship).
Nel 1988 firma per la Alligator Records e pubblica Big Fun.
Nel 2015 è stato inserito nella Rock and Roll Hall of Fame come membro originale del gruppo Paul Butterfield Blues Band.

## Discografia
- 1969 – The Elvin Bishop Group
- 1970 – Feel It!
- 1972 – Rock My Soul
- 1974 – Let It Flow
- 1975 – Juke Joint Jump
- 1975 – Struttin' My Stuff
- 1976 – Hometown Boy Makes Good!
- 1978 – Hog Heaven
- 1981 – Is You Is or Is You Ain't My Baby
- 1988 – Big Fun
- 1991 – Don't Let the Bossman Get You Down!
- 1995 – Ace in the Hole
- 1998 – The Skin I'm In
- 2004 – Party Till the Cows Come Home
- 2005 – Gettin' My Groove Back
- 2008 – The Blues Rolls On
- 2009 – Little Smokey Smothers & Elvin Bishop: Chicago Blues Buddies
- 2010 – Red Dog Speaks
- 2014 – Can't Even Do Wrong Right